# Vasco Cecchini
| Odkryte planetoidy: 2 | Odkryte planetoidy: 2 | Odkryte planetoidy: 2 |
| --------------------- | --------------------- | --------------------- |
| (11359) Piteglio      | 27 stycznia 1998      |                       |
| (75783) 2000 AZ204    | 10 stycznia 2000      |                       |
| 1. 2.                 |                       |                       |

Vasco Cecchini (ur. w 1932) – włoski astronom amator. Wspólnie z innymi astronomami odkrył 2 planetoidy. Współpracował z Osservatorio di Pian dei Termini.
Jego nazwiskiem nazwano planetoidę (13798) Cecchini.